# Episodi di Black-ish (settima stagione)
La settima stagione della serie televisiva Black-ish è stata trasmessa dall'emittente televisiva statunitense ABC dal 21 ottobre 2020 al 18 maggio 2021. L'episodio 0, denominato Election Special, è un episodio speciale diviso in due parti in quanto episodio anteprima della stagione.
In Italia la stagione è stata pubblicata settimanalmente dal 2 febbraio al 22 giugno 2022 sulla piattaforma Disney+. Verrà trasmessa in chiaro dall'8 ottobre 2023 su Italia 1.
| n° | Titolo originale                  | Titolo italiano                   | Prima TV USA     | Prima TV Italia  |
| -- | --------------------------------- | --------------------------------- | ---------------- | ---------------- |
| 1  | Election Special                  | Speciale elezioni - prima parte   | 4 ottobre 2020   | 2 febbraio 2022  |
| 2  | Election Special                  | Speciale elezioni - seconda parte | 4 ottobre 2020   | 9 febbraio 2022  |
| 3  | Hero Pizza                        | Gli eroi della pizza              | 21 ottobre 2020  | 16 febbraio 2022 |
| 4  | Dre at Home Order                 | La quarantena di Dre              | 28 ottobre 2020  | 23 febbraio 2022 |
| 5  | Age Against the Machine           | L'età ingrata                     | 4 novembre 2020  | 2 marzo 2022     |
| 6  | Our Wedding Dre                   | Dre e il matrimonio               | 18 novembre 2020 | 9 marzo 2022     |
| 7  | Babes in Boyland                  | Nel Paese dei Balocchi            | 25 novembre 2020 | 16 marzo 2022    |
| 8  | Compton Around the Christmas Tree | Natale a Compton                  | 2 dicembre 2020  | 23 marzo 2022    |
| 9  | Black-out                         | Black-Out                         | 26 gennaio 2021  | 30 marzo 2022    |
| 10 | What About Gary?                  | Che mi dici di Gary?              | 2 febbraio 2021  | 6 aprile 2022    |
| 11 | First Trap                        | Prima trappola                    | 9 febbraio 2021  | 13 aprile 2022   |
| 12 | High Water Mark                   | In acque profonde                 | 16 febbraio 2021 | 20 aprile 2022   |
| 13 | The Mother & Child De-Union       | Il distacco madre-figlio          | 23 febbraio 2021 | 27 aprile 2022   |
| 14 | Things Done Changed               | A volte le cose cambiano          | 2 marzo 2021     | 4 maggio 2022    |
| 15 | Jack's First Stand                | La presa di posizione di Jack     | 23 marzo 2021    | 11 maggio 2022   |
| 16 | 100 Yards & Runnin'               | Crisi di mezza età                | 30 marzo 2021    | 18 maggio 2022   |
| 17 | Move-In Ready                     | Il trasloco                       | 6 aprile 2021    | 25 maggio 2022   |
| 18 | My Dinner with Andre Junior       | La mia cena con Andre Junior      | 20 aprile 2021   | 1º giugno 2022   |
| 19 | Missions & Ambitions              | Missioni e ambizioni              | 27 aprile 2021   | 8 giugno 2022    |
| 20 | Snitches Get Boundaries           | Le spie oltrepassano i limiti     | 11 maggio 2021   | 15 giugno 2022   |
| 21 | Urban Legend                      | Leggenda metropolitana            | 18 maggio 2021   | 22 giugno 2022   |